# Metepeira datona
Metepeira datona là một loài nhện trong họ Araneidae.
Loài này thuộc chi Metepeira. Metepeira datona được Ralph Vary Chamberlin & Wilton Ivie miêu tả năm 1942.